# Río Arandilla (afluente del Duero)
El río Arandilla es un río de España, un afluente del río Duero que discurre por el sureste de la provincia de Burgos. En sus aguas es posible practicar la pesca, predominando la trucha y el barbo. En otro tiempo destacaba la abundancia de cangrejo de río en sus orillas, pero en la actualidad esta especie se ha extinguido.
Desemboca en el río Duero en la villa de Aranda.

## Tramo 1
Este primer tramo que discurre desde su nacimiento en la sierra cercana a Huerta de Rey hasta la confluencia con el río Espeja proveniente de Hinojar del Rey. Tiene una longitud de 15 km y una superficie de la cuenca de 73,09 km².
Su cauce discurre paralelo a la carretera  BU-925  de Aranda de Duero a La Gallega.
En su parte alta es un río de corrientes y pozas, para pasar en su parte baja a ser un cauce tranquilo.
Transcurre cercano a la antigua ciudad romana de Clunia, entre Quintanarraya y Peñalba de Castro.

## Tramo 2

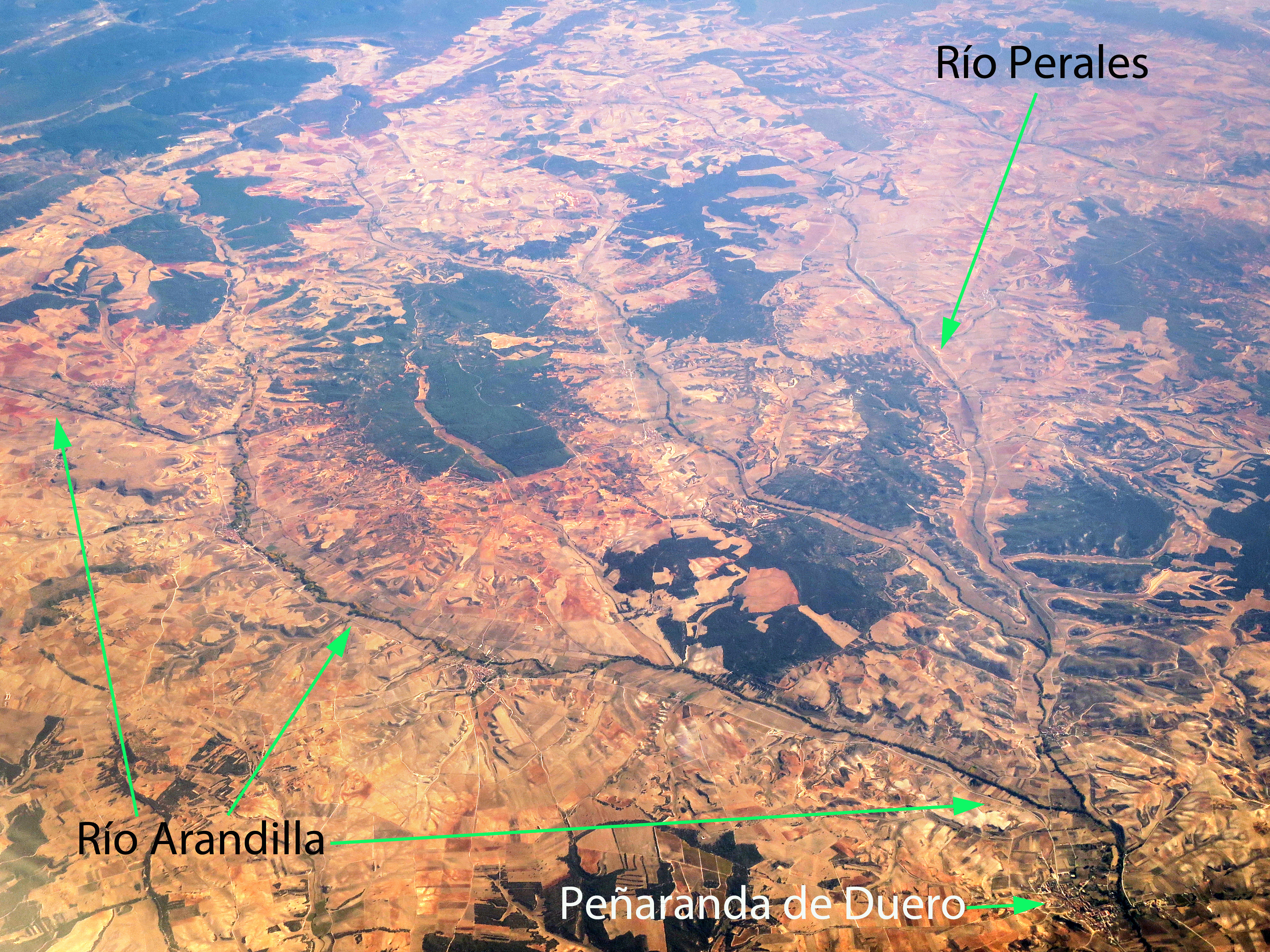
Vista aérea del tramo 2

Comprende desde la  confluencia con el río Espeja hasta unir sus aguas con el río Perales al este de Peñaranda de Duero junto al molino de Rejas.
Este tramo tiene una longitud de 14,6 km, abarcando una superficie de la cuenca de 75,34 km².
Baña las localidades de Coruña del Conde, donde lo atraviesan los puentes romanos Puente de Coruña del Conde y Puente Barrusio, y Arandilla.

## Tramo 3
Comprende desde la confluencia con el río Perales hasta unir sus aguas con el río Aranzuelo al sur de Quemada. 
Tiene una longitud de 10,2 km y una superficie de la cuenca de 49,51 km².
Baña las localidades de Peñaranda de Duero, San Juan del Monte, Zazuar y Quemada.

## Tramo 4
Comprende desde la confluencia con el río Aranzuelo hasta su desembocadura en el Duero en pleno casco urbano de Aranda de Duero, bordeando antes tanto el monte de La Calabaza como el parque de Santa Catalina. 
Tiene una longitud de 11,5 km y una superficie de la cuenca de 38,6 km².

## Mancomunidad
Las localidades situadas a lo largo de su cauce constituyen la Mancomunidad del río Arandilla. Los municipios que la integran son:
- Arandilla
- Baños de Valdearados
- Brazacorta
- Coruña del Conde
- Fresnillo de las Dueñas
- Hontoria de Valdearados
- Peñaranda de Duero
- Quemada
- San Juan del Monte
- Tubilla del Lago
- Vadocondes
- La Vid y Barrios
- Zazuar

Se estableció la mancomunidad por acuerdo de la Asamblea de Concejales de la Mancomunidad Río Arandilla, en sesión de 22 de octubre de 2007: Presidente: Alfonso Martínez Herrera, vicepresidente: José Luis Gayubo Velasco, tesorero: José Manuel Martínez Martínez. Tiene su sede en Zazuar.